# Der Kapitän vom Tenkesberg
Der Kapitän vom Tenkesberg (ungarisch: A Tenkes kapitánya) ist ein zweiteiliger ungarischer Spielfilm von Tamás Fejér aus dem Jahr 1963, der sowohl das Genre des Mantel-und-Degen-Films als auch der Filmkomödie bedient.

## Handlung
Zu Beginn des ungarischen Freiheitskampfes von Franz II. Rákóczi Anfang des 18. Jahrhunderts bekämpft Máté Eke, der „Kapitän“, als ein ungarischer Robin Hood mit Unterstützung der Bauern die habsburgische Fremdherrschaft nahe dem südungarischen Siklós. Sein Kontrahent ist der Kommandant der Burg Siklós, Baron Eckbert von Eberstein. Mit österreichischen Soldaten soll er im Namen des Kaisers die Kuruzenbewegung niederschlagen. Nach zahlreichen Abenteuern gelingt den Ungarn die Vertreibung der Habsburger aus Siklós.

## Hintergrund
Der Film basiert auf dem Abenteuerroman A Tenkes kapitánya (deutsch: Kapitän Tenkes) von Ferenc Örsi (1927–1994). Nach dem Roman wurde in und um Siklós 1963 und 1964 die 13-teilige Fernsehserie Kapitän Tenkes gedreht. In Drittverwertung entstand der Film. Dabei wurden die einzelnen Folgen der Serie zusammengeschnitten. Trotz der Kürzung der Gesamtspielzeit um etwa zwei Stunden wurde auch die Filmfassung zu einem Zweiteiler mit zusammen 184 Minuten. In der DDR wurde der Film erstmals am 6. Mai bzw. 3. Juni 1966 im Kino und später wiederholt im DDR-Fernsehen gezeigt. In einer Bearbeitung von Lutz Hillmann wurde Der Kapitän vom Tenkesberg am 28. Juni 2007 in Bautzen als Theaterstück uraufgeführt.

## Synchronisation
Obwohl der Kinofilm nur ein gutes Jahr nach der Fernsehausstrahlung Premiere hatte und vollständig aus der Serie zusammengestellt worden war, wurde er komplett neu synchronisiert. Die einzigen Sprecher, die ihre Rollen behielten, waren Hans-Joachim Hegewald (Bruckenbacker) und Käte Koch (Baronin Amalia). Der Kapitän wurde nun von Gerhard Paul gesprochen, sein Gegenspieler Eberstein von Achim Petry.

## Kritik
„Anspruchslose Abenteuer-Unterhaltung in zwei Teilen“